# Pejs
En pejs er et opmuret ildsted inde i en bygning, der bruges til opvarmning og af æstetiske årsager.
Ordet pejs stammer fra det norske peis, da overklassen i Norge under middelalderen fik etablerede opmurede ildsteder i sten med skorsten inde i deres træhus.
Ordet bruges i dag om andre typer åbne ildsteder, der er udført i jern og/eller med fritstående aftræksrør.
Normalt benyttes brænde i en pejs, men i moderne tid er der også blev lavet biopejse, hvor man anvender forskellige former for biobrændsel.

## Historien
I middelalderen var der ildsteder på større herregårde og slotte. Ofte blev de også brugt til madlavning.

## Forurening
Gode råd om brug af pejs i relation til forurening.